# Paço Municipal de São João del-Rei
O Paço Municipal de São João del-Rei é um edifício imperial que abriga a Prefeitura de São João del-Rei.

## Antecedentes
Durante todo o século XVIII, São João del-Rei não possuiu prédio próprio para a Casa de Câmara e Cadeia, apesar das várias tentativas de arrecadação de verbas e dos diversos pedidos de ajuda à administração portuguesa para a sua aquisição. 

## Doação do terreno e construção
A decisão de construção só ocorreu em 1829, em terreno doado por Baptista Caetano d'Almeida e por iniciativa particular e da municipalidade, com projeto de autoria de Jesuíno José Ferreira. Em fevereiro de 1830 foi iniciada a construção do edifício e em 1849, o imponente sobrado foi inaugurado para abrigar a Casa de Câmara Municipal e Cadeia da Vila de São João del-Rei, funcionando no andar superior a Câmara Municipal e no térreo a Cadeia, segundo costume da época. 

## Características da edificação
A construção possui estilo eclético com influência neoclássica, partido quadrado, ligação com a rua direta, dois pavimentos e cobertura com quatro águas. O térreo é totalmente construído em pedra com paredes de um metro de largura. Em sua fachada notamos uma série de cabeças de boi, simbolizando a riqueza municipal da época. Existe ainda um emblema do poder e da justiça representados por um barrete com penacho, uma balança com dois pratos, um azorrague, um cutelo e um livro. Na esfera existem dezenove estrelas simbolizando as dezenove províncias brasileiras no século XIX.
No edifício há um grande salão, o Salão Nobre Basílio de Magalhães, no segundo pavimento, tendo funcionado como plenária da Câmara dos Vereadores. Neste Salão há uma galeria de retratos de pessoas importantes da história brasileira, incluindo políticos locais, além de mobiliários de grande relevância histórica. Ainda no século XX, foi construído um anexo na lateral do edifício coberto com telhado de amianto, sendo que este anexo acaba por descaracterizar a edificação

## Separação da cadeia
Em 1925, a cadeia foi transferida temporariamente para o Largo do Carmo, sendo instalada no local a biblioteca municipal.

## Usos atuais
Atualmente, o edifício não abriga todas as secretarias municipais por insuficiência de espaço e porque necessita de reforma. . A Câmara Municipal deixou de funcionar no prédio e passou a sede própria.